# Лялька (серіал)

## У ролях
|-
| Сергій Шакуров
|   Губернатор 

|-
| Олександр Дедюшко 
|   Джокер 

|-
| Ігор Бочкін
|   Іван Миколайович Кравцов, колишній слідчий прокуратури 

|-
| Євген Паперний
|   Аркадій Хализов 

|-
| Лесь Сердюк
|   генерал міліції Дворцов 

|-
| Олег Комаров
|   прокурор Федін  

|-
| Андрій Подубинський
|   

|-
| Сергій Романюк
|   Ігор Йосифович Давидов, полковник УФСБ 

|-
| Анатолій Дяченко
|   Астраханов Анатолій Сергійович, мер 

|-
| Віталій Борисюк
|   Євдокимов на прізвисько «Монгол» 

|-
| Давид Бабаєв 
|   Берлінський, олігарх 

## Сюжет
В перебігу виборчої кампанії група впливових осіб із державних структур намагається забезпечити перемогу свого ставленика – губернатора Гридіна. Має бути запекла боротьба: у Гридіна серйозні конкуренти — мер Астраханов і олігарх Берлінський. Несподівано у столичній газеті з'являється стаття журналіста Козлова, яка звинувачує ГУВС в інсценуванні замаху на губернатора. А згодом Козлова знаходять убитим у своїй квартирі. Правоохоронні органи вважають, що вбивство має замовний характер. Починається слідство. Своє розслідування вбивства журналіста розпочинає приватний детектив Джокер, який приїхав із Москви до обласного центру за дорученням невідомої особи.